# Nagumodellen
Nagumodellen går ut på att lokalbefolkningen på en ort aktivt inkluderar nyanlända flyktingar eller invandrare i fritidsaktiviteter och evenemang som redan ordnas på orten.

## Bakgrund

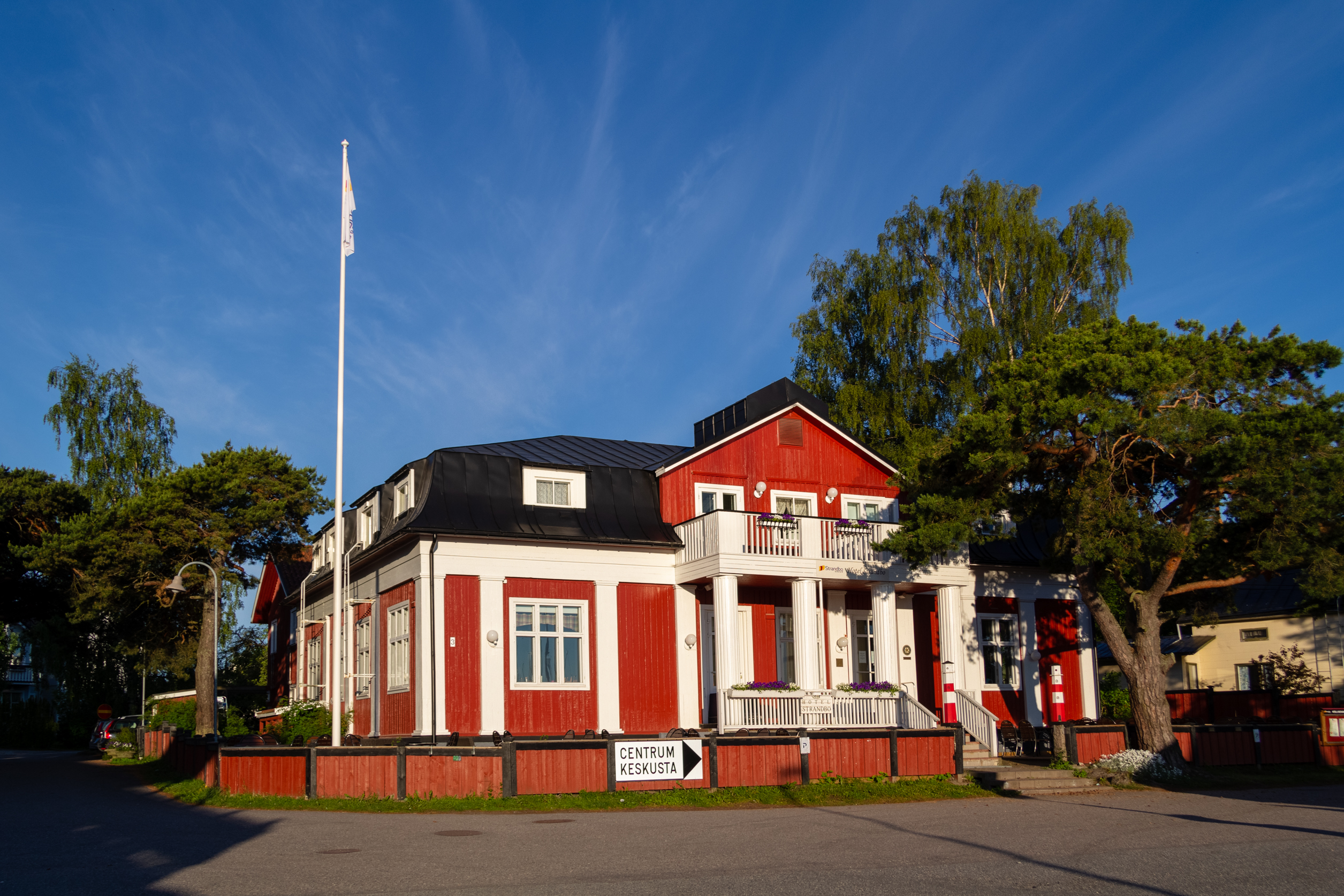
Hotell Strandbo på Kyrkbacken i Nagu fungerade i Röda korsets regi som tillfällig mottagningscentral för asylsökande vintern 2015–2016. Ortsbornas engagemang gav upphov till att begreppet "Nagumodellen" myntades.

I oktober 2015 öppnade Finlands Röda Kors en tillfällig mottagningscentral i Hotel Strandbos vintertomma utrymmen på Kyrkbacken i Nagu (kommunområde i Pargas stad i sydvästra Finland). Drygt 100 asylsökande inkvarterades i Nagu över vintern. Begreppet Nagumodellen föddes inom några veckor efter flyktingarnas ankomst då det lyckade flyktingmottagandet på orten nådde över nyhetströskeln både nationellt och internationellt.

## Frivilligarbetet
Före öppnandet av mottagningscentralen bjöd Röda korset tillsammans med Polisen in till en informationskväll för ortsborna. Bland annat beslöt man under mötet att organisera sig via sociala medier för att underlätta kommunikationen mellan den kommande personalen på Strandbo och de ortsbor som ville hjälpa till. Den här vägen organiserades bland annat omfattande frivilliginsatser med att montera sängar och våningssängar till alla som var på väg samt en insamling av hygienartiklar som packades till personliga paket åt kvinnor, män respektive barn. När de boende anlände fungerade kanalen som ett sätt för personalen att med kort varsel efterlysa till exempel blöjor, underkläder, fotboll, cyklar med mera.
Röda korset ordnade också en vänkurs för intresserade och under detta möte fattades ett kollektivt tyst beslut om att hälsa på de nyanlända på gatan när man mötte dem, om man så kände dem eller inte. Naguborna kallade från start de nyanlända för "Strandboarna" i stället för "flyktingarna".
För att undvika ett okontrollerbart tillflöde av donationer till receptionen på Strandbo ordnades i stället vid ett par tillfällen "lopptorg" där alla ortsbor som hade kläder, leksaker med mera att undvara ställde upp sina saker på ungdomsgården Framnäs. De nyanlända kunde själva gå runt och plocka åt sig det de behövde, gratis eller mot en symbolisk summa.
Två frivilliga sammanställde med ortsbornas hjälp en lång lista över alla de fortlöpande fritidsaktiviteter som ordnades i Nagu under vintern. Idrottsföreningens, församlingens, Marthornas och medborgarinstitutets återkommande veckoaktiviteter listades och några lediga platser per aktivitet lediganslogs. Idrottsföreningen kom emot med medlemsavgifter och Pargas stads medborgarinstitut Kombi gav ett par friplatser per kurs. Strandbo mottagningscentral bistod med tolk och aktiviteterna presenterades för de nyanlända som fick anmäla sig och sina barn till någon önskad aktivitet. Ortsbor från respektive aktivitet kom sinsemellan överens om vem som hämtade de nya deltagarna från Strandbo första gången de skulle delta i sin nya hobby. 
Den lokala församlingen och föreningar som kulturföreningen Multiculti r.f., Folkhälsan, Nagu ungdomsförening och Marthaföreningen såg aktivt till att bjuda in Strandboarna till alla evenemang som ordnades, men även flera extra evenemang, konserter, utflykter, handarbetscirklar och middagar ordnades där Strandboarna kunde umgås med ortsborna. Många ortsbor ordnade också eget program som båt- och fiskeutfärder. Via Röda korset ordnades, förutom skola för barnen, kurs i finska där några volontärer dagligen ställde upp som stödlärare. Strandboarna bjöds in att pröva på vinterbad och några av dem började dyka upp regelbundet. På ett lokalt café ordnades på en privatpersons initiativ en lista där ortsborna kunde betala för två koppar te eller kaffe och lämna den andra koppen odrucken, vilket gjorde det möjligt för Strandboarna att komma förbi på en kopp som vilken ortsbo som helst.
När mottagningscentralen på Strandbo stängde våren 2016 organiserades med frivilliga krafter privata boenden åt ett antal familjer som ville stanna kvar och inte flytta till andra flyktingförläggningar.

## Nagumodellen i medierna

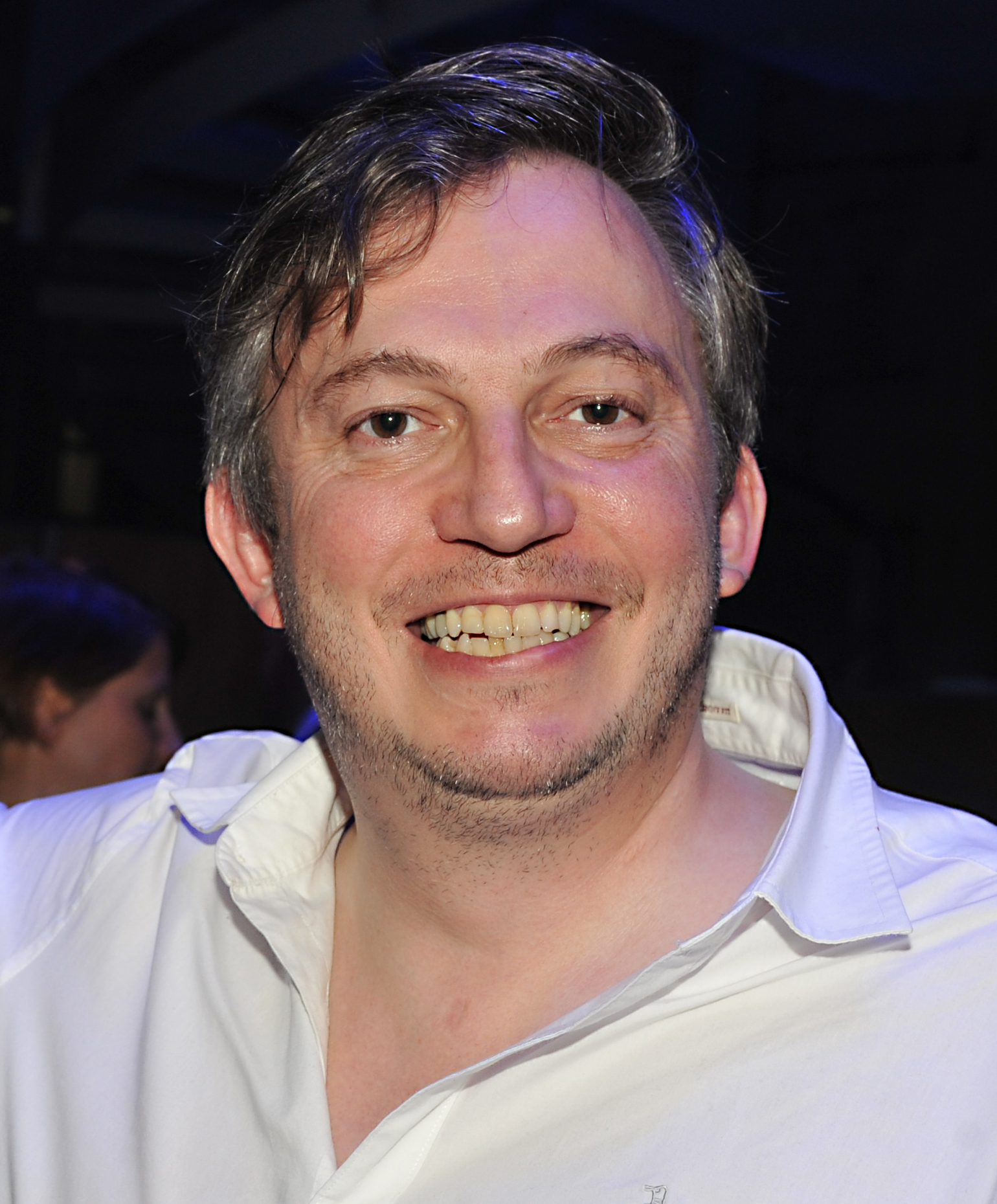
Krigsfotografen Giles Duley besökte på uppdrag av FN:s flyktingkommissariat den tillfälliga flyktingmottagningscentralen i Nagu vintern 2015 för att rapportera om den så kallade Nagumodellen för brittiska The Guardian.

I de lokala medierna Åbo Underrättelser, Yle Vega Åboland och Turun Sanomat blev mottagningscentralen för drygt 100 personer som öppnade i en by med cirka 500 fast bosatta snabbt en nyhet. Tidnings-, radio- och senare även riks-TV-inslagen fick spridning och rapporterna om Nagubornas engagemang lockade till sig freelance-reportrar från olika håll. FN:s flyktingkommissariat (UNHCR) i Genève fick upp ögonen för de positiva nyheterna från Nagu och sände sin samarbetspartner, krigsfotograf Giles Duley till Nagu. Duleys vistelse i Nagu resulterade bland annat i ett reportage i brittiska The Guardian.
Frivilligarbetare från Nagu bjöds in att tala vid olika seminarier, bland annat till Deutsche Welles Global Media Forum i Bonn. Flera organisationer och forskare besökte Nagu för att lära sig mer och Pargas stad har fått dela med sig av erfarenheterna från Nagu i olika sammanhang.
Giles Duleys bilder från Nagu har figurerat i fotoutställningar och bland annat också i ett bildspel under den brittiska gruppen Massive Attacks konserter.